# Doris Kenyon

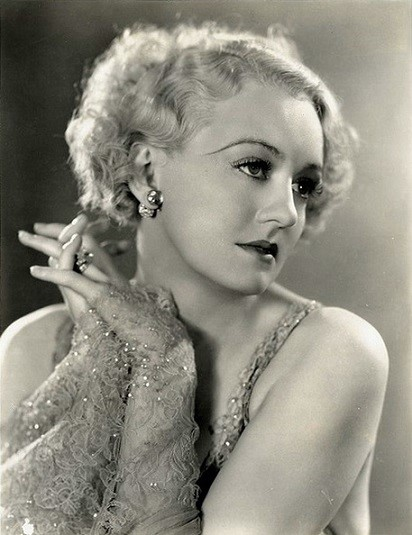
Doris Kenyon, 1931

Doris Kenyon (eigentlich Margaret Doris Kenyon; * 5. September 1897 in Syracuse, New York, Kalifornien; † 1. September 1979 in Beverly Hills, Los Angeles, Kalifornien) war eine US-amerikanische Film- und Theaterschauspielerin, Sängerin und Lyrikerin.

## Leben
Kenyon wurde 1897 in Syracuse im US-Bundesstaat New York geboren. Sie war die Tochter des Herausgebers und Baptistenpredigers James Kenyon. Bereits als Jugendliche brachte sie ihren ersten Gedichtband heraus. 1915 hatte sie ihr Debüt am Broadway. Ihren ersten Film drehte sie ebenfalls 1915 mit dem Titel The Rack. 1918 gründete sie eine eigene Filmproduktionsfirma. 1924 spielte sie in Monsieur Beaucaire, der königliche Barbier an der Seite des legendären Rudolph Valentino.
Seit Einführung des Tonfilms sang sie auch in diversen Filmen. Sie war verheiratet mit dem Film- und Theaterschauspieler Milton Sills (1882–1930). Zu den bedeutenden Stars, mit denen sie drehte, gehörten Spencer Tracy und William Powell.
Ihr Buch Monologe erschien 1930. In den frühen 1930er Jahren sang sie auch in Österreich und Deutschland unter dem Künstlernamen Margaret Taylor Schlagerlieder. Ihren letzten Film drehte sie 1939 mit Der Mann mit der eisernen Maske.
Kenyon starb 1979 vier Tage vor ihrem 82. Geburtstag an Herzschwäche.

## Filmografie (Auswahl)
- 1915: The Rack
- 1917: A Girl’s Folly
- 1917: The Empress
- 1918: Wild Honey
- 1919: Twilight
- 1920: The Harvest Moon
- 1922: Shadow of the Sea
- 1923: The Last Moment
- 1923: Bright Lights of Broadway
- 1924: The Love Bandit

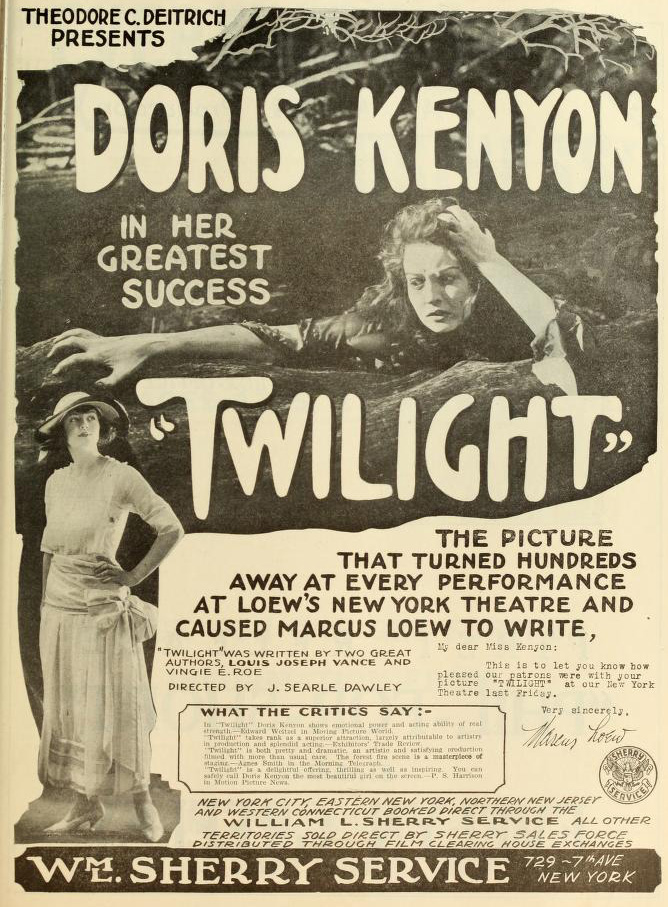
Twilight (1919)

- 1924: Monsieur Beaucaire, der königliche Barbier (Monsieur Beaucaire)
- 1924: Idle Tongues
- 1925: If I Marry Again
- 1925: Ein Dieb im Paradies (A Thief in Paradise)
- 1925: Das Halbweltmädchen (The Unguarded Hour)
- 1926: Männer von Stahl (Men of Steel)
- 1926: Eheketten (Mismates)
- 1926: Ladies at Play
- 1926: The Blonde Saint
- 1927: Kampf im Tal der Riesen (The Valley of the Giants)
- 1928: Lockruf des Goldes (Burning Daylight)
- 1928: Interference
- 1930: Beau Bandit
- 1931: The Road to Singapore
- 1931: The Ruling Voice
- 1931: Alexander Hamilton
- 1932: Young America
- 1932: The Man Called Back
- 1933: Voltaire
- 1933: No Marriage Ties
- 1933: Der Staranwalt von Manhattan (Counsellor at Law)
- 1934: Whom the Gods Destroy
- 1934: The Human Side
- 1936: Along Came Love
- 1938: Girls’ School
- 1939: Der Mann mit der eisernen Maske (The Man in the Iron Mask)
- 1958: 77 Sunset Strip (Fernsehserie, eine Folge)
- 1962: The Real McCoys (Fernsehserie, eine Folge)